# Univerzita svatého Marka
Národní univerzita svatého Marka (španělsky: Universidad Nacional Mayor de San Marcos, UNMSM) je veřejná výzkumná univerzita v Limě, hlavním městě Peru. Je také známá jako Peruánská univerzita a „Děkanská univerzita v Americe“. Jedná se o první oficiálně založenou a nejstarší nepřetržitě fungující univerzitu v Severní a Jižní Americe. Od svého založení byla až do období místokrálovství běžně označována jako „Královská a Papežská univerzita města králů Limy“ .V dnešní době je označována jako Universidad Nacional Mayor de San Marcos nebo La Decana de América.
Je to jedna z mála peruánských univerzit, které se v národním žebříčku podařilo umístit na 1. místě v několika různých mezinárodních univerzitních žebříčcích. Její hlavní kampus, University City, se nachází v Limě. Založená byla 12. května 1551 královským výnosem podepsaným Karlem V., císařem Svaté říše římské, což z ní činí nejstarší oficiálně založenou univerzitu v Americe. Svatý Marek má 66 akademicko-odborných škol rozdělených do 20 fakult a 6 akademických oblastí. Všechny fakulty nabízejí vysokoškolské a postgraduální tituly. Studentský sbor se skládá z více než 30 000 vysokoškolských a 4 000 postgraduálních studentů z celé země a některých zahraničních studentů. Univerzita má pod sebou řadu veřejných institucí, jako je Kulturní centrum svatého Marka a Muzeum přírodovědné historie v Limě.

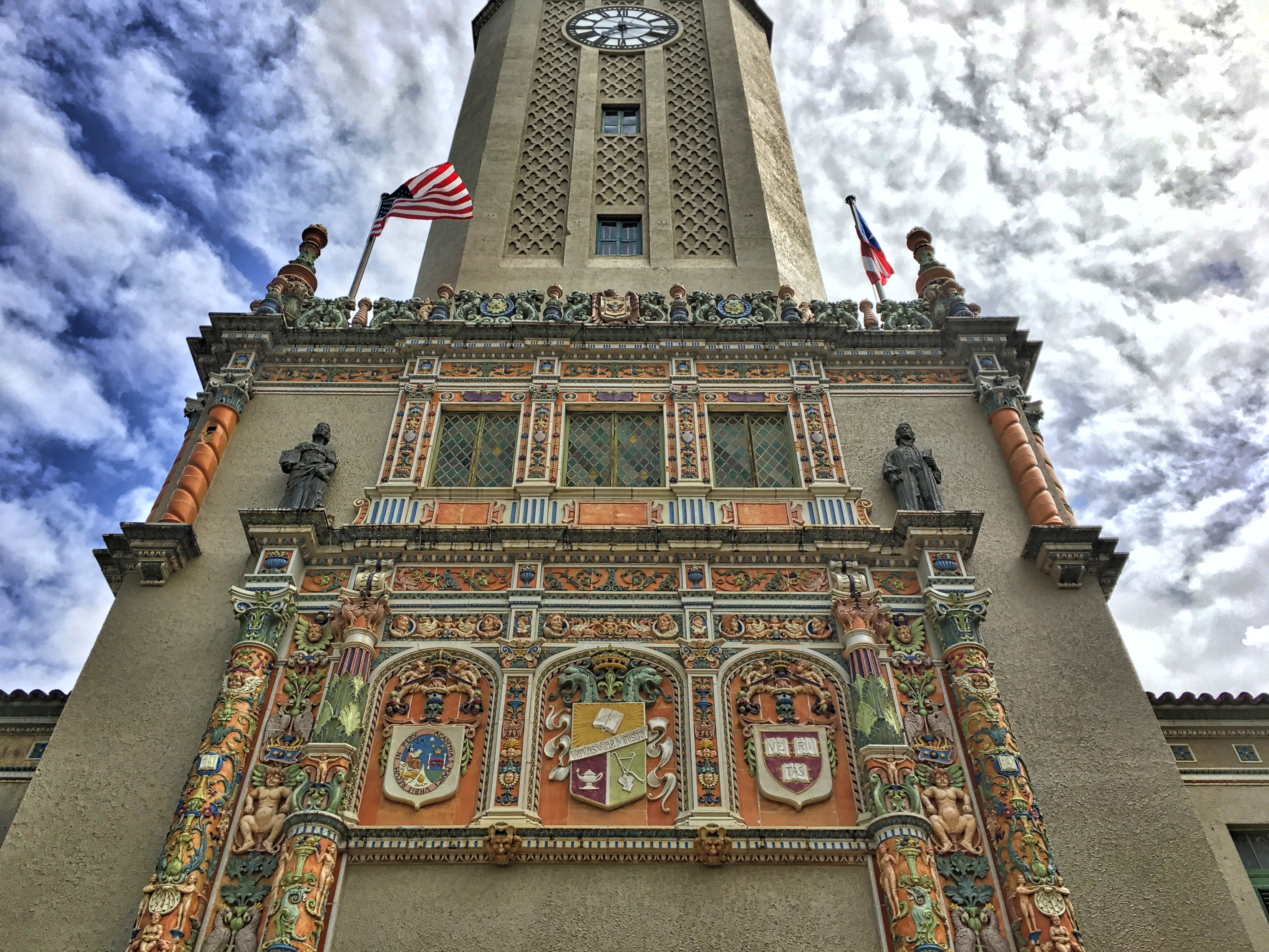
Věž na univerzitě v Portoriku v Río Piedras, zobrazující (vpravo) znak Harvardovy univerzity‍ - „nejstarší ve Spojených státech“ - a (vlevo) Univerzity svatého Marka - „nejstarší v Americe“.

Významnými absolventy jsou jediný peruánský laureát Nobelovy ceny, Mario Vargas Llosa, a dvacet jedna peruánských prezidentů. Svatý Marek je uznáván za kvalitu obsahu svých učebních osnov, konkurenční přijímací řízení a za centrum vědeckého výzkumu. Studovalo tam několik vlivných peruánských a latinskoamerických myslitelů, výzkumníků, vědců, politiků a spisovatelů, což podtrhuje vedoucí úlohu Svatého Marka jako vzdělávací instituce v historii Peru i světa.

## Historie

### Nejstarší univerzita v Americe
Svatý Marek je považován za nejstarší univerzitu v Severní a Jižní Americe. Oficiálně byl založen královským výnosem (podepsaným císařem Svaté říše římské Karlem V.) 12. května 1551 a od té doby funguje bez přerušení. Proto je univerzita místně známá jako Děkan Ameriky („děkan“ ve smyslu „nejstarší člen“). Svatý Marek rovněž tvrdí, že podle Indického archivu v Seville, španělského úložiště dokumentů o bývalých koloniích v šestnáctém až osmnáctém století, neexistovaly žádné oficiální španělské záznamy o žádné jiné univerzitě nebo vysokoškolské instituci před rokem 1551.
Ačkoli byla Autonomní univerzita v Santo Domingu založena v roce 1538, královská vyhláška ji oficiálně uznala až v roce 1558. Také jako mnoho jiných univerzit v Americe, byla uzavřena během válek za nezávislost a dalších politických konfliktů. Konkrétně byla uzavřena kvůli okupacím Dominikánské republiky státem Haiti a poté Spojenými státy. Zakládající papežská bula Národní univerzity Santo Dominga v tomto období nebyla oficiálně uznána španělským králem, což z ní udělalo apokryfní dokument. Peruánská instituce rovněž uvádí, že dotyčný dokument byl zdiskreditován papežem Pavlem III.

## Organizace

### Vedení
Univerzita byla původně vedena členy duchovenstva. Během období osvícenství ji Bourbonské reformy transformovaly do sekulární instituce. V současné době se je univerzita řízena těmito institucemi:
- Univerzitní rada
- Univerzitní shromáždění (složené z profesorů a studentů, přičemž studenti mají třetinu křesel)
- Rektor (prezident)
- Dva prorektoři:
  - Akademický prorektor
  - Prorektor výzkumu

### Akademické oblasti
Původními fakultami na univerzitě byly fakulta teologie, umění (starý scholastický termín pro to, co je nyní známé jako akademická filozofie) a právo; právní věda a medicína byly přidány později v koloniálním období. Fakulta přírodních věd a fakulta ekonomiky a obchodu byly vytvořeny v polovině 19. století. Přírodovědecká fakulta byla ve 20. století rozdělena podle specializací. Teologická fakulta byla uzavřena v roce 1935.
V polovině 90. let byly katedry Svatého Marka seskupeny do čtyř akademických bloků. V současné době jsou fakulty Svatého Marka seskupeny do 6 akademických oblastí.15. Fakulta sociálních věd
| Akademická oblast                    | Fakulta | Katedra |
| ------------------------------------ | --- | --- |
| A: ZDRAVOTNÍ VĚDY                    | | 01.1. Lidská medicína |
| A: ZDRAVOTNÍ VĚDY                    | 01.2. Porodnictví | |
| A: ZDRAVOTNÍ VĚDY                    | 01.3. Ošetřovatelství | |
| A: ZDRAVOTNÍ VĚDY                    | 01.4.1. Lékařská technologie: Klinická laboratoř a patologická anatomie 01.4.2. Lékařská technologie: terapie a rehabilitace 01.4.3. Lékařská technologie: radiologie 01.4.4. Lékařská technologie: pracovní terapie | |
| A: ZDRAVOTNÍ VĚDY                    | 01.5. Výživa | |
| A: ZDRAVOTNÍ VĚDY                    | 04.1. Farmacie a biochemie | |
| A: ZDRAVOTNÍ VĚDY                    | 04.2. Věda o jídle | |
| A: ZDRAVOTNÍ VĚDY                    | 04.3. Toxikologie | |
| A: ZDRAVOTNÍ VĚDY                    | 05.1. Odontologie | |
| A: ZDRAVOTNÍ VĚDY                    | 08.1. Veterinární medicína | |
| A: ZDRAVOTNÍ VĚDY                    | 18.1. Psychologie | |
| A: ZDRAVOTNÍ VĚDY                    | 18.2. Organizační psychologie | |
| B: ZÁKLADNÍ VĚDY                     | 07. Fakulta chemie a chemického inženýrství | 07.1. Chemie |
| B: ZÁKLADNÍ VĚDY                     | 10. Fakulta biologických věd | 10.1. Biologické vědy |
| B: ZÁKLADNÍ VĚDY                     | 10. Fakulta biologických věd | 10.2. Genetika a biotechnologie |
| B: ZÁKLADNÍ VĚDY                     | 10. Fakulta biologických věd | 10.3. Mikrobiologie a parazitologie |
| B: ZÁKLADNÍ VĚDY                     | 13. Fakulta fyzikálních věd | 13.1. Fyzika |
| B: ZÁKLADNÍ VĚDY                     | 14. Fakulta matematických věd | 14.1. Matematika |
| B: ZÁKLADNÍ VĚDY                     | 14. Fakulta matematických věd | 14.2. Statistika |
| B: ZÁKLADNÍ VĚDY                     | 14. Fakulta matematických věd | 14.3. Operativní výzkum |
| B: ZÁKLADNÍ VĚDY                     | 14. Fakulta matematických věd | 14.4. Vědecké výpočty |
| C: INŽENÝRSTVÍ                       | 07. Fakulta chemie a chemického inženýrství | 07.2. Chemické inženýrství |
| C: INŽENÝRSTVÍ                       | 07. Fakulta chemie a chemického inženýrství | 07.3. Agroprůmyslové inženýrství |
| C: INŽENÝRSTVÍ                       | 13. Fakulta fyzikálních věd | 13.2. Strojírenství kapalin |
| C: INŽENÝRSTVÍ                       | 16. Fakulta geologického, hornického, metalurgického a geografického inženýrství | 16.1. Geologické inženýrství |
| C: INŽENÝRSTVÍ                       | 16. Fakulta geologického, hornického, metalurgického a geografického inženýrství | 16.2. Geografické inženýrství |
| C: INŽENÝRSTVÍ                       | 16. Fakulta geologického, hornického, metalurgického a geografického inženýrství | 16.3. Důlní inženýrství |
| C: INŽENÝRSTVÍ                       | 16. Fakulta geologického, hornického, metalurgického a geografického inženýrství | 16.4. Hutní inženýrství |
| C: INŽENÝRSTVÍ                       | 16. Fakulta geologického, hornického, metalurgického a geografického inženýrství | 16.5. Stavební inženýrství |
| C: INŽENÝRSTVÍ                       | 16. Fakulta geologického, hornického, metalurgického a geografického inženýrství | 16.6. Environmentální inženýrství |
| C: INŽENÝRSTVÍ                       | 17.1. Průmyslové inženýrství | |
| C: INŽENÝRSTVÍ                       | 17.2. Textilní inženýrství | |
| C: INŽENÝRSTVÍ                       | 17.3. Inženýrství bezpečnosti a ochrany zdraví při práci | |
| C: INŽENÝRSTVÍ                       | 19. Fakulta elektroniky a elektrotechniky | 19.1. Elektronické inženýrství |
| C: INŽENÝRSTVÍ                       | 19. Fakulta elektroniky a elektrotechniky | 19.2. Elektrotechnika |
| C: INŽENÝRSTVÍ                       | 19. Fakulta elektroniky a elektrotechniky | 19.3. Telekomunikační inženýrství |
| C: INŽENÝRSTVÍ                       | 20. Fakulta systémového inženýrství a informatiky | 20.1. Systémový inženýr |
| C: INŽENÝRSTVÍ                       | 20. Fakulta systémového inženýrství a informatiky | 20.2. Softwarové inženýrství |
| D: HOSPODÁŘSKÉ VĚDY A MANAGEMENT     | 09. Fakulta správních věd | 09.1. Obchodní administrativa |
| D: HOSPODÁŘSKÉ VĚDY A MANAGEMENT     | 09. Fakulta správních věd | 09.2. Správa cestovního ruchu |
| D: HOSPODÁŘSKÉ VĚDY A MANAGEMENT     | 09. Fakulta správních věd | 09.3. Management mezinárodního obchodu |
| D: HOSPODÁŘSKÉ VĚDY A MANAGEMENT     | 11. Fakulta účetnictví | 11.1. Účetnictví |
| D: HOSPODÁŘSKÉ VĚDY A MANAGEMENT     | 11. Fakulta účetnictví | 11.2. Správa daní |
| D: HOSPODÁŘSKÉ VĚDY A MANAGEMENT     | 11. Fakulta účetnictví | 11.3. Obchodní a veřejný audit |
| D: HOSPODÁŘSKÉ VĚDY A MANAGEMENT     | 12.1. Ekonomika | |
| D: HOSPODÁŘSKÉ VĚDY A MANAGEMENT     | 12.2. Veřejná ekonomika | |
| D: HOSPODÁŘSKÉ VĚDY A MANAGEMENT     | 12.3. Mezinárodní ekonomie | |
| E: HUMANITNÍ, PRÁVNÍ A SOCIÁLNÍ VĚDY | 03. Fakulta humanitních věd | 03.1. Literatura |
| E: HUMANITNÍ, PRÁVNÍ A SOCIÁLNÍ VĚDY | 03. Fakulta humanitních věd | 03.2. Filozofie |
| E: HUMANITNÍ, PRÁVNÍ A SOCIÁLNÍ VĚDY | 03. Fakulta humanitních věd | 03.3. Lingvistika |
| E: HUMANITNÍ, PRÁVNÍ A SOCIÁLNÍ VĚDY | 03. Fakulta humanitních věd | 03.4. Sociální komunikace |
| E: HUMANITNÍ, PRÁVNÍ A SOCIÁLNÍ VĚDY | 03. Fakulta humanitních věd | 03.5. Dějiny umění |
| E: HUMANITNÍ, PRÁVNÍ A SOCIÁLNÍ VĚDY | 03. Fakulta humanitních věd | 03.6. Knihovnictví a informační vědy |
| E: HUMANITNÍ, PRÁVNÍ A SOCIÁLNÍ VĚDY | 03. Fakulta humanitních věd | 03.7. Tanec |
| E: HUMANITNÍ, PRÁVNÍ A SOCIÁLNÍ VĚDY | 03. Fakulta humanitních věd | 03.8. Zachování a restaurování |
| E: HUMANITNÍ, PRÁVNÍ A SOCIÁLNÍ VĚDY | 06. Pedagogická fakulta | 06.1.1. Počáteční vzdělávání 06.1.2. Základní vzdělání 06.1.3.1. Střední vzdělání: angličtina a španělština 06.1.3.2. Střední vzdělávání: jazyk a literatura 06.1.3.3. Střední vzdělání: historie a zeměpis 06.1.3.4. Střední vzdělání: filozofie, doučování a společenské vědy 06.1.3.5. Střední vzdělání: matematika a fyzika 06.1.3.6. Střední vzdělání: biologie a chemie |
| E: HUMANITNÍ, PRÁVNÍ A SOCIÁLNÍ VĚDY | 06. Pedagogická fakulta | 06.2. Tělesná výchova |
| E: HUMANITNÍ, PRÁVNÍ A SOCIÁLNÍ VĚDY | 02. Fakulta práv a politologie | 02.1. Právo |
| E: HUMANITNÍ, PRÁVNÍ A SOCIÁLNÍ VĚDY | 02. Fakulta práv a politologie | 02.2. Politická věda |
| E: HUMANITNÍ, PRÁVNÍ A SOCIÁLNÍ VĚDY | 15. Fakulta sociálních věd | 15.1. Dějiny |
| E: HUMANITNÍ, PRÁVNÍ A SOCIÁLNÍ VĚDY | 15. Fakulta sociálních věd | 15.2. Sociologie |
| E: HUMANITNÍ, PRÁVNÍ A SOCIÁLNÍ VĚDY | 15. Fakulta sociálních věd | 15.3. Antropologie |
| E: HUMANITNÍ, PRÁVNÍ A SOCIÁLNÍ VĚDY | 15. Fakulta sociálních věd | 15.4. Archeologie |
| E: HUMANITNÍ, PRÁVNÍ A SOCIÁLNÍ VĚDY | 15. Fakulta sociálních věd | 15.5. Sociální práce |
| E: HUMANITNÍ, PRÁVNÍ A SOCIÁLNÍ VĚDY | 15. Fakulta sociálních věd | 15.6. Zeměpis |

## Žebříčky
Spolu s Cayetano Heredia University a Papežskou katolickou univerzitou v Peru je Národní univerzita svatého Marka jednou ze tří peruánských univerzit a zatím jedinou veřejnou, které se v národním žebříčku podařilo umístit na prvním místě v několika různých mezinárodních žebříčcích.

## Významní absolventi a akademici
- Mario Vargas Llosa, prozaik, Nobelova cena za literaturu (2010)
- José María Arguedas, prozaik a antropolog
- Alan García (LLB), dvakrát prezident Peru, člen Americké lidové revoluční aliance (APRA)
- Bernardo O'Higgins, vojenský důstojník a první prezident Chile
- Valentín Paniagua Corazao, bývalý prezident Peru

## Galerie

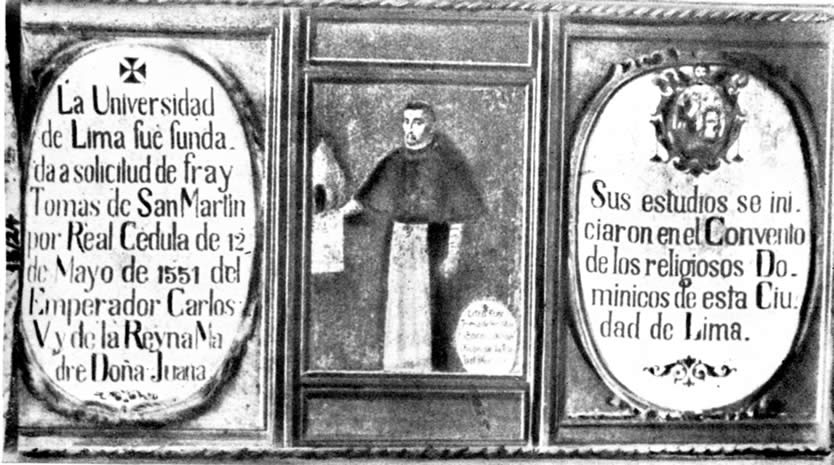
Olejomalba připomínající založení Limské univerzity (později pojmenované Národní univerzita svatého Marka), oficiálně první univerzity v Peru a v Americe
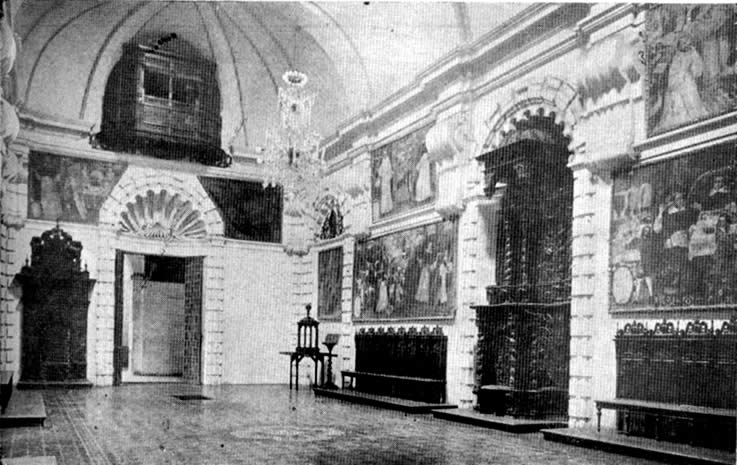
Historická kapitula v bazilice a klášteře Santo Domingo, kde Univerzita zahájila svoji činnost.
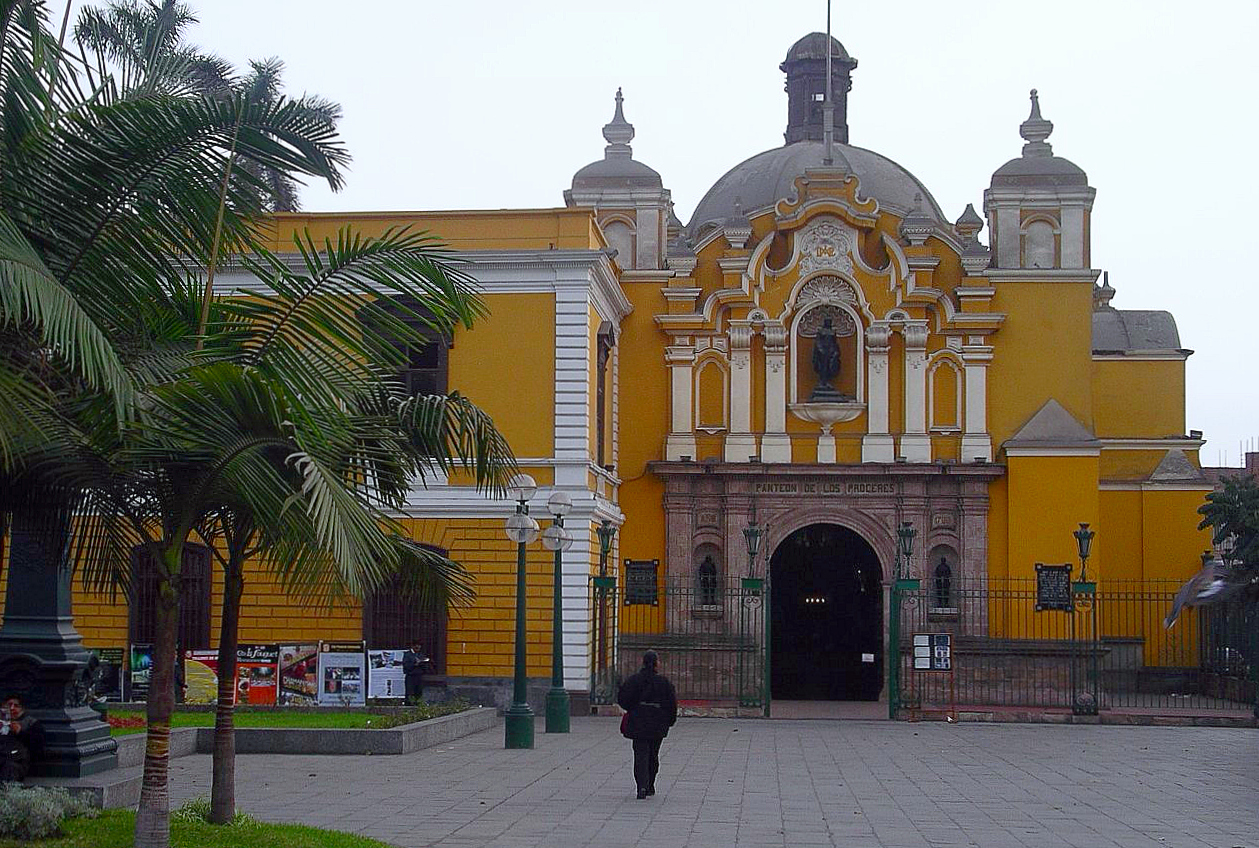
La Casona de San Marcos. Používá se jako kulturní centrum
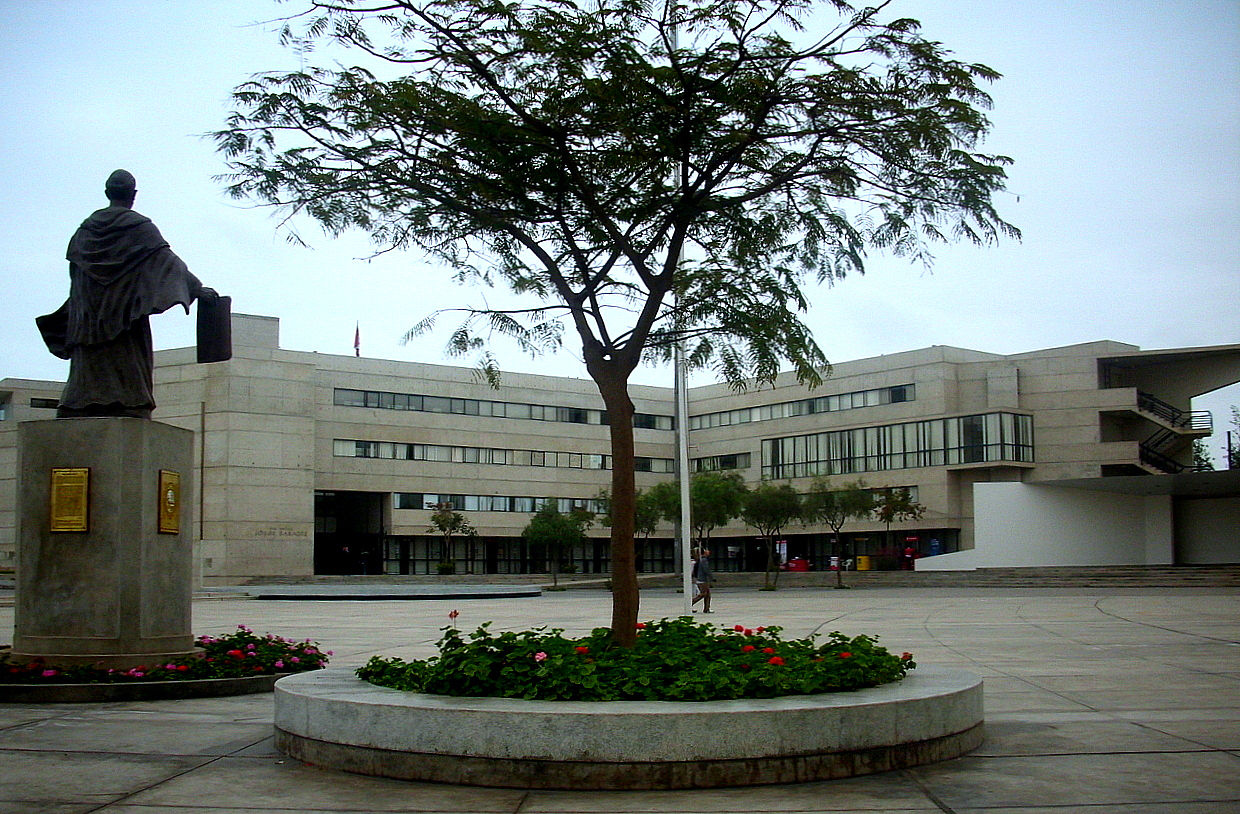
Budova Jorge Basadre, používaná pro administrativní funkce
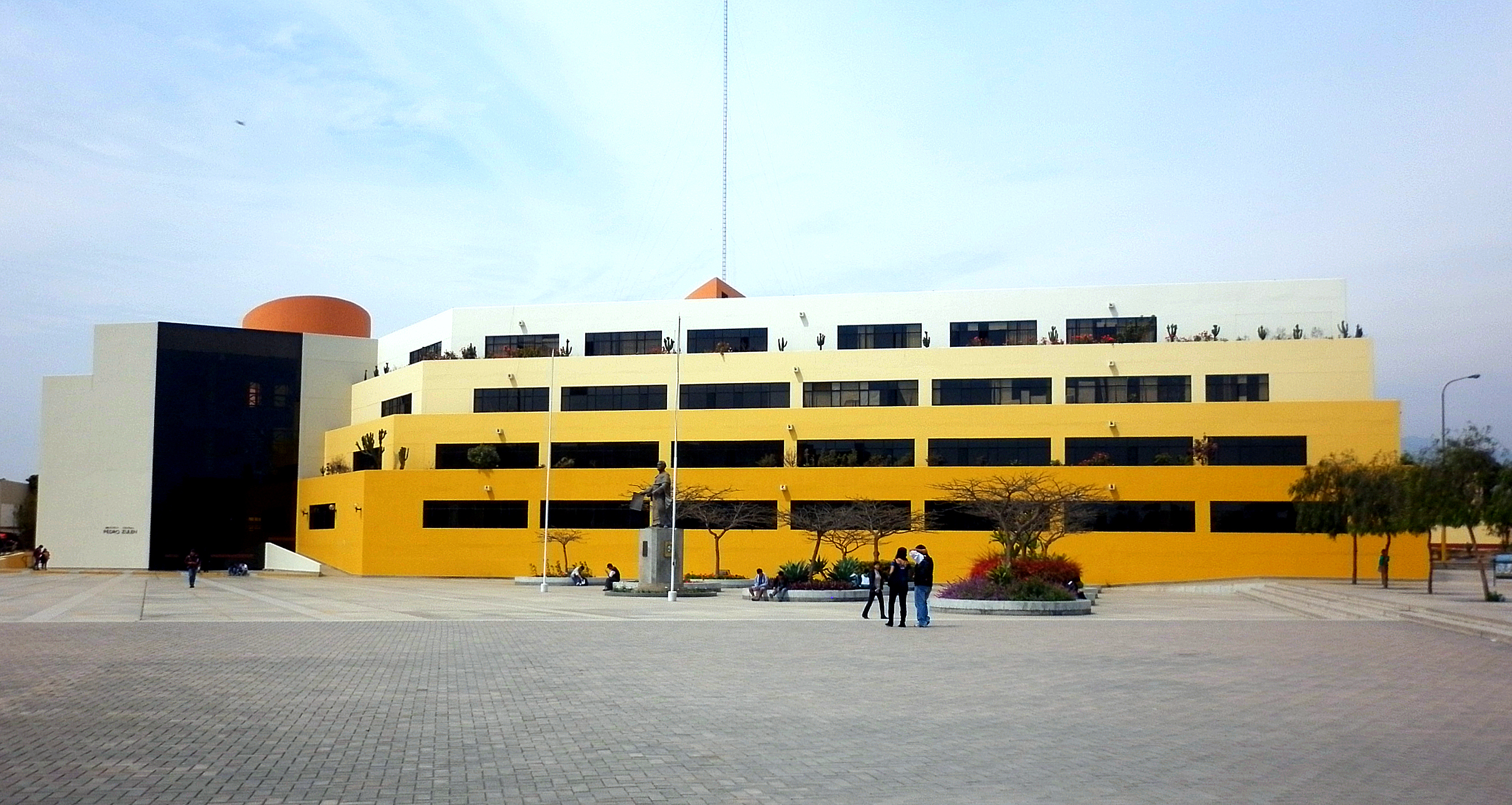
Hlavní knihovna
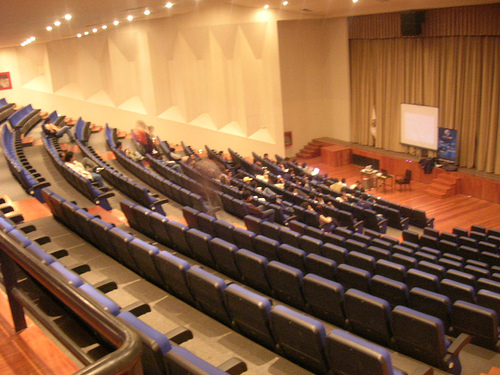
Hlavní posluchárna